# (1312) Vassar
(1312) Vassar est un astéroïde de la ceinture principale découvert le 27 juillet 1933 par l'astronome belgo-américain George Van Biesbroeck.
Il a été nommé d'après le Vassar College, une université américaine.

## Historique
Le lieu de découverte, par l'astronome belgo-américain George Van Biesbroeck, est l’observatoire Yerkes à Williams Bay.

## Sources

## Compléments